# Spellbound Dizzy
Spellbound Dizzy, scritto anche Dizzy V su schermo in alcune versioni, è un videogioco a piattaforme d'avventura dinamica pubblicato nel 1989-1991 per gli home computer Amiga, Amstrad CPC, Atari ST, Commodore 64 e ZX Spectrum dalla Codemasters. È il settimo della serie di Dizzy su un personaggio-uovo, il quinto se si considerano i giochi simili di genere avventura. Questo capitolo è ambientato in gran parte all'interno di caverne.
Una versione per Amiga CD32 uscì soltanto all'interno della raccolta The Big 6.
Nella raccolta Dizzy's Excellent Adventures per Commodore 64 è presente una versione ridotta, con scenario più piccolo, di Spellbound Dizzy.